# Risod
Risod là một thành phố và là nơi đặt hội đồng đô thị (municipal council) của quận Washim thuộc bang Maharashtra, Ấn Độ.

## Địa lý
Risod có vị trí 19°58′B 76°47′Đ / 19,97°B 76,78°Đ Nó có độ cao trung bình là 542 mét (1778 feet).

## Nhân khẩu
Theo điều tra dân số năm 2001 của Ấn Độ, Risod có dân số 27.519 người. Phái nam chiếm 52% tổng số dân và phái nữ chiếm 48%. Risod có tỷ lệ 68% biết đọc biết viết, cao hơn tỷ lệ trung bình toàn quốc là 59,5%: tỷ lệ cho phái nam là 76%, và tỷ lệ cho phái nữ là 59%. Tại Risod, 15% dân số nhỏ hơn 6 tuổi.